# Shona McCallin
Shona Clare McCallin (Newark-on-Trent, 18 mei 1992) is een Engelse hockeyspeelster. In 2015 won McCallin met de Engelse ploeg de Europese titel.
McCallin won 2016 met de Britse hockeyploeg de gouden olympische medaille, door in de finale Nederland te verslaan na het nemen van shoot-outs.

## Erelijst

### Groot-Brittannië
- 2016 –  Olympische Spelen in Rio de Janeiro

### Engeland
- 2015 -  EK in Londen
- 2017 -  EK in Amstelveen